# Václav Thám

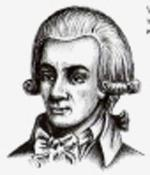
Václav Thám

Jan Šimon Václav Thám (* 26. Oktober 1765 in Prag, Königreich Böhmen; † um 1816 in Galizien) war tschechischer Dichter, Schriftsteller und Schauspieler.

## Leben
Der Bruder von Karel Ignác Thám besuchte von 1775 bis 1780 das Gymnasium und studierte anschließend Philosophie. Nachdem er einige Zeit in der Polizeiverwaltung gearbeitet hatte, widmete er sich kurz darauf der Schauspielerei.
Er war ein wichtiger Repräsentant des Theaters „Bouda“, später spielte er im Theater „U Hybernů“. Wegen Alkoholproblemen hatte er seit 1793 Schwierigkeiten, neue Rollen zu bekommen. 1799 verließ er Prag und spielte bei verschiedenen Theatergruppen in Böhmen.
Das Leben des Schriftstellers nahm ein tragisches Ende. Tháms Frau, Tochter des Direktors Heine, soll stumm gewesen sein. Erst nach der Geburt des Kindes, begann sie zu sprechen und verließ ihn kurz darauf wegen eines anderen Schauspielers. Er folgte ihr, fand aber nur noch ihr Grab, an dem Thám starb. Alois Jirásek schuf ihm in seinem Werk F. L. Věk ein literarisches Denkmal.

## Werke
Thám schrieb etwa 50 Theaterstücke, von denen nur ein Teil erhalten blieb. Seine Stücke sind voller Leidenschaft und Begeisterung, würden aber nach der Kritik heute keine Resonanz mehr hervorrufen. Thám übersetzte auch aus deutscher Sprache.
1785 wurde ein zweiteiliges Almanach unter dem Titel Gedichte in gebundener Sprache (Básně v řeči vázané) veröffentlicht. Das Werk, in drei Abschnitte unterteilt, beinhaltet zunächst Auszüge älterer tschechischer Poesie, unter anderem mit Gedichten von Bohuslaus Lobkowicz von Hassenstein und Jan Amos Komenský. Im zweiten Teil des Werks übersetzt er vor allem Auszügen aus Werken deutscher Anakreontiker, die gefühlvolle Erfahrungen, Naturschönheiten, Wein und Frauen besingen. Der letzte Teil des Werkes beinhaltet das Werk Tháms und seiner Mitarbeiter.